# (4084) Hollis
(4084) Hollis es un asteroide perteneciente al cinturón de asteroides, descubierto el 14 de abril de 1985 por Edward Bowell desde la Estación Anderson Mesa (condado de Coconino, cerca de Flagstaff, Arizona, Estados Unidos).

## Designación y nombre
Designado provisionalmente como 1985 GM. Fue nombrado Hollis en honor del astrónomo británico Andrew John Hollis.